# Mycolzuur
Mycolzuren vormen een groep van organische zuren met zeer lange koolwaterstofketens.  De zuren worden vooral aangetroffen in de celwand van bacteriën die behoren tot het taxon van de mycolata.  Een van de leden van deze groep is Mycobacterium tuberculosis, de veroorzaker van tuberculose.  Mycolzuren vormen het hoofdbestanddeel van de celwand van deze bacteriën.  In tegenstelling tot wat de naam doet vermoeden hebben mycolzuren geen relatie met schimmels; de naam is ontstaan door het harige uiterlijk dat mycolata bij sterke vergroting krijgen door de aanwezigheid van deze zuren.  De aanwezigheid van de mycolzuren geeft de mycolata een karakteristiek uiterlijk: bekend onder de (Engelse) naam "cording."  Mycolzuren zijn in 1938 voor het eerst geïsoleerd door Stodola et al. uit een extract van M. tuberculosis.
Mycolzuren kunnen opgebouwd gedacht worden op basis van het molecuul azijnzuur: aan het α-koolstofatoom zijn een kortere alkylgroep gekoppeld en een langere keten koolstofatomen waarvan het eerste een hydroxylgroep draagt. De langere keten bevat naast de hydroxylgroep vaak nog andere functionele groepen.  Elk molecuul bevat tussen de 60 en 90 koolstofatomen.  Het precieze aantal koolstofatomen is afhankelijk van de soort bacterie en kan gebruikt worden bij de soortbepaling.

## Mycolzuren inM. tuberculosis

Mycolzuren in Mycobacterium tuberculosis.

In M. tuberculosis komen drie groepen mycolzuren voor: alpha-, methoxy- en keto-zuur.
- Alpha-mycolzuren maken minstens 70% van de totale hoeveelheid mycolzuur uit.  Deze zuren bevatten een of meer cyclopropaanringen.
- Methoxy-mycolzuren bevatten een of meer methoxygroepen en vormen 10% tot 15% van de mycolzuren.
- De resterende 10 tot 15% wordt gevormd door keto-mycolzuren.  In deze zuren komen een of meer ketogroepen voor.

De aanwezigheid van de mycolzuren verlenen aan M. tuberculosis een aantal eigenschappen die de bacterie in staat stelt medisch ingrijpen te doorstaan.  Ze verlenen het organisme een verhoogde weerstand tegen chemische beschadiging en dehydratie en voorkomen dat hydrofiele antibiotica en biocides de cel binnendringen.  Daarnaast maken de mycolzuren het mogelijk dat de bacterie zich makkelijk kan vermeerderen in macrofagen, daarmee effectief afgeschermd van het immuunsysteem van zijn gastheer. De synthese van mycolaat (de naam waaronder de zuren in de biologie bekend zijn) vormt een cruciaal bestanddeel van zowel de overlevingsstrategie als het ziekmakend vermogen van M. tuberculosis.  De route voor de biosynthese van de zuren en de rol van de daarbij betrokken enzymen is inmiddels opgehelderd.

### Biosynthese
In de biosynthese kunnen 5 stadia aangegeven worden:
1. Synthese van het verzadigde C26 vetzuur dat de basis vormt voor de kortere alkylsubstituent. Het enzym vetzuur synthase-I (FAS-I) is hierbij betrokken.
2. Synthese van het C56 vetzuur dat de basis vormt voor het meromycolaatdeel van het molecuul.
3. Verschillende cyclopropaan synthases brengen de karakteristieke ringen aan in de meromycolaatketen.
4. Door het enzym Pks13 - een polyketide synthase Pks13 koppelt het C26 vetzuur als de α-vertakking aan het meromycolaat waarbij een β-ketozuur ontstaat. Het enzym corynebacterineae mycolate reductase A (CmrA) zet dit om in het β-hydroxyzuur.[5]
5. Koppeling van het mycolzuur aan arabinogalactan of trehalose met behulp van hetantigen 85 complex.

In het proces van de koppeling van de producten van FAS-1 en FAS-2 speelt het beta-ketoacyl-(acyl-carrier-protein) synthase III (mtFabH) een rol. Inhibitoren van dit enzym zouden een rol kunnen gaan spelen in de behandeling als therapeuticum.
De mycolzuren vertonen een aantal interessante eigenschappen met betrekking tot ontstekingen.  Zo kon bij een aantal zuivere, natuurlijke mycolzuren een duidelijke ontstekingsremmende werking aangetoond worden in experimenteel geïnduceerde astma.
Natuurlijke extracten zijn echter chemisch gezien heterogeen en leiden tot ontstekingsreacties. Via organisch chemische synthese konden de verschillende componenten in zuivere vorm verkregen worden en getest op biologische activiteit.  Een van de subklassen van de mycolzuren bleek een goede onderdrukker van astma te zijn volgens een gehele nieuw principe.  Momenteel wordt verder onderzoek naar deze verbindingen gedaan.  Een andere groep mycolzuren ontlokt een cellulaire immuun respons (Th1 en Th17).  Er wordt geprobeerd via deze subgroep een vaccin te ontwikkelen.
De precieze structuur van de mycolzuren blijkt sterk gerelateerd te zijn aan de virulentie van een organisme, wat blijkt uit het feit dat veranderingen in de functionele groepen ook tot wijzigingen van de groei  in vivo leidt.  Verder vertonen organismen met mutaties in genen die betrokken zijn bij de mycolzuursynthese een ander patroon van "cording".

## Mycolzuren inRhodococcus-soorten
De mycolzuren van Rhodococcus-soorten verschillen van die van M. tuberculosis in het feit dat ze, in plaats van functionele groepen over 1 tot 4 onverzadigde bindingen beschikken.  Rhodococcus beschikt over twee typen mycolzuren.  De eerste groep heeft tussen 28 en 46 koolstofatomen en 0 of 1 dubbele band.  De tweede groep heeft tussen de 34 en 54 koolstofatomen en van 0 tot 4 dubbele bindingen.  Sutcliffe (1998) veronderstelt dat deze zuren via arabinogalactan aan de celwand gekoppeld zijn.